# ピエール・マティス
ピエール・マティス（Pierre Matisse、1900年6月13日 - 1989年8月10日）は、フランス系アメリカ人の美術商である。ニューヨークを中心に活動した。フランスの画家アンリ・マティスの末っ子である。

## 生涯
マティスは1900年6月13日にオー＝ド＝フランス地域圏のボアン＝アン＝ヴェルマンドワで生まれた。早くから美術市場に興味を示し、パリの画廊、ギャルリー・バルバザンジュで職を得た。その後、1924年に渡米した。
1931年、マティスはニューヨークのイースト57丁目41番地にあるフラー・ビルに自身の画廊、ピエール・マティス・ギャラリーをオープンさせた。この画廊は、1989年のマティスの死後に閉鎖されるまで、アメリカにおけるモダンアート運動に大きな影響を与えた。マティスは、多くはヨーロッパ在住の、一部北米在住のアーティストの代理人を務め、そのアーティストの初の展示会を自身の画廊で開催した。マティスが展示会を開いたアーティストには、ジョアン・ミロ、マルク・シャガール、アルベルト・ジャコメッティ、ジャン・デュビュッフェ、アンドレ・ドラン、イヴ・タンギー、ル・コルビュジエ、ポール・デルヴォー、ヴィフレド・ラム、ジャン＝ポール・リオペル、バルテュス、レオノーラ・キャリントン、ザオ・ウーキー、サム・フランシス、シモン・アンタイ、彫刻家のセオドア・ロザック、レイモンド・メイソン、レッグ・バトラーなどがいる。他に、父アンリ・マティスを含むその他の重要なアーティストの展示会も開いている。古代の美術品も扱っており、1937年にはオルメカ文明の小さな像をコネチカット州ハートフォードのワズワース・アテネウム美術館に売却した。

## 私生活
マティスは生涯に3度結婚している。
1929年、マティスはアレクシーナ・“ティーニー”・サトラー(Alexina "Teeny" Sattler)と結婚した。アレクシーナとの間にはポール、ジャクリーヌ（ジャッキー）、ピーターの3人の子供をもうけた。父アンリ・マティスはアレクシーナの肖像画も多数描いている。
マティスがシュールレアリスム画家ロベルト・マッタの元妻パトリシア・ケイン・マッタ(Patricia Kane Matta)と浮気したことにより、2人は1949年に離婚し、同年にマティスはパトリシアと再婚した。その後アレクシーナは、マルセル・デュシャンと結婚してアレクシーナ・デュシャンとなった。
パトリシアとは1972年に死別した。
1974年、マティスはドイツ人外交官カール・フォン・シュプレティの娘であるマリア・ガエターナ・“タナ”・フォン・シュプレティ(Maria-Gaetana "Tana" von Spreti)と結婚した。
1989年8月10日、マティスはモナコで死去した。遺体はフランスのサン＝ジャン＝カップ＝フェラに埋葬された。

## 情報源
- Hilary Spurling. The Unknown Matisse: A Life of Henri Matisse, Vol. 1, 1869–1908. London, Hamish Hamilton Ltd, 1998. ISBN 0-679-43428-3.
- Hilary Spurling. Matisse the Master: A Life of Henri Matisse, Vol. 2, The Conquest of Colour 1909–1954. London, Hamish Hamilton Ltd, 2005. ISBN 0-241-13339-4.
- John Russell, Matisse, Father & Son, published by Harry N. Abrams, NYC. Copyright John Russell 1999, ISBN 0-8109-4378-6